# Prachtstück
Als Prachtstücke bezeichnet man im Sinne der Heraldik alle Bestandteile, die zum Wappenschild hinzugefügt werden können. Dazu gehören das Oberwappen und dessen Bestandteile (v. a. der Helm), die Schildhalter und der Wappenmantel. Auch werden die Kronen über dem Wappen als Rangkronen dazugerechnet. Gut ausgeschmückte Wappen haben noch Devisen über oder unterhalb des Schildes. Das sind Wahlsprüche, die oft die geistige Einstellung des Besitzers reflektieren. Die Amtsabzeichen und Collanen werden ebenfalls zu den Prachtstücken gezählt. Die Galeri in der kirchlichen Amtsheraldik gehören ebenfalls dazu. Bei der Blasonierung (Wappenbeschreibung) müssen diese Prachtstücke in einer besonderen Reihenfolge bei Vorhandensein in der heraldischen Terminologie beschrieben werden.

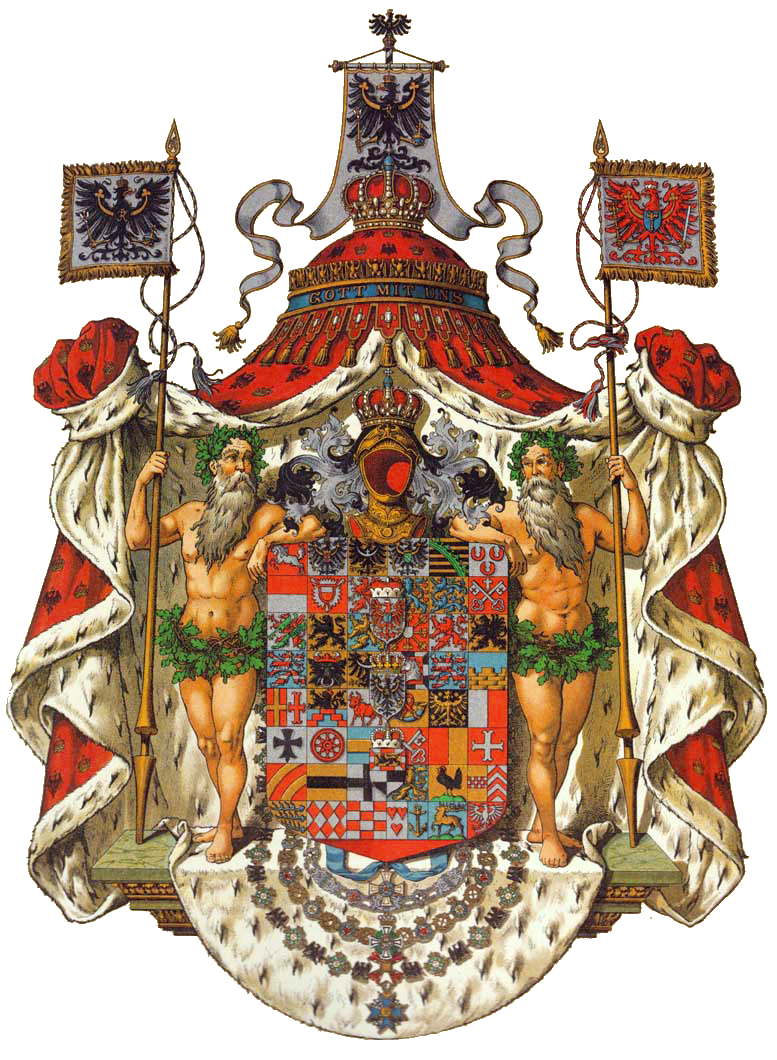
Prachtstücke umgeben den Schild: Großes Wappen Königreich Preußen (Ströhl 1871–1918)
Großes Wappen des Königreichs Siam (Pravij Jumsai 1873. In: Ströhl 1871–1918)
Bischofswappen von Reinhard Marx. Die Prachtstücke zeigen seinen Rang als Kardinal, Metropolit und Erzbischof an.